# 박팔영
박팔영(1954년 ~)은 대한민국의 배우이다.

## 출연 작품

### 영화
- 《오아시스》 (2002년) - 부동산사장과 친구들 역[3]
- 《이중간첩》 (2003년) - 교회목사 역
- 《내 여자친구를 소개합니다》 (2004년) - 강력계 반장 역
- 《레드아이》 (2005년) - 기관사 역
- 《분홍신》 (2005년) - 게이코 부 역
- 《오로라 공주》 (2005년) - 서장 역
- 《광식이 동생 광태》 (2005년) - 주례장성 역
- 《한반도》 (2006년) - 경제부총리 역
- 《예의없는 것들》 (2006년) - 총장 역
- 《우리들의 행복한 시간》 (2006년) - 구치소장 역
- 《잘 살아보세》 (2006년) - 군수 역
- 《수》 (2007년) - 보안과장 역
- 《이장과 군수》 (2007년) - 국회의원 역
- 《내 생애 최악의 남자》 (2007년) - 광고주 역
- 《무림여대생》 (2008년) - 교양교수 역
- 《로맨틱 아일랜드》 (2008년) - 이사 2 역
- 《작전》 (2009년) - 금배지 국회의원 역
- 《굿모닝 프레지던트》 (2009년) - 국정원장 역
- 《카운트다운》 (2011년) - 요트 회장 역
- 《결정적 한방》 (2011년) - 여당의원 1 역
- 《아부의 왕》 (2012년) - 장군 역
- 《연가시》 (2012년) - 경찰청장 역
- 《연애의 온도》 (2012년) - 손차장 주례 역
- 《감기》 (2013년) - 국방장관 역
- 《응징자》 (2013년) - 지희 부 역
- 《마담 뺑덕》 (2014년) - 대학교 총장 역
- 《아름다운 임종》 (2014년) - 목사 역
- 《강남 1970》 (2015년) - 허 회장 역
- 《화장》 (2015년) - 주치의 역
- 《판도라》 (2016년) - 산자부 장관 역
- 《더 킹》 (2017년) - 태수 장인 역

### 드라마
- 《인생화보》 (KBS1, 2002년) - 부장 역
- 《해 뜨는 집》 (SBS, 2002년)
- 《야인시대》 (SBS, 2002년) - 종로상인 역
- 《저 푸른 초원 위에》 (KBS2, 2003년)
- 《올인》 (SBS, 2003년)
- 《위풍당당 그녀》 (MBC, 2003년)
- 《똑바로 살아라》 (SBS, 2003년)
- 《내 인생의 콩깍지》 (MBC, 2003년)
- 《러브레터》 (MBC, 2003년)
- 《다모》 (MBC, 2003년)
- 《노란 손수건》 (KBS1, 2003년)
- 《회전목마》 (MBC, 2003년)
- 《그녀는 짱》 (KBS2, 2003년)
- 《백만송이 장미》 (KBS1, 2003년~2004년) - 김 이사 역
- 《왕꽃 선녀님》 (MBC, 2004년~2005년) - 점집 손님 역
- 《그대는 별》 (KBS1, 2004년~2005년)
- 《쾌걸춘향》 (KBS2, 2005년) - 경찰 관계자 역
- 《굳세어라 금순아》 (MBC, 2005년)
- 《제5공화국》 (MBC, 2005년) - 강신옥 역
- 《부활》 (KBS2, 2005년) - 이사 역
- 《안녕하세요 하느님》 (KBS2, 2006년)
- 《위대한 유산》 (KBS2, 2006년)
- 《레인보우 로망스》 (MBC, 2006년)
- 《이제 사랑은 끝났다》 (MBC, 2006년)
- 《특수수사일지: 1호관 사건》 (KBS2, 2006년) - 종로서장 역
- 《강이 되어 만나리》 (KBS1, 2006년)
- 《90일, 사랑할 시간》 (MBC, 2006년)
- 《하얀거탑》 (MBC, 2007년)
- 《마왕》 (KBS2, 2007년) - 형사과장 역
- 《한성별곡》 (KBS2, 2007년) - 홍만기 역
- 《강완숙》 (평화방송, 2007년)
- 《키드갱》 (OCN, 2007년)
- 《칼잡이 오수정》 (SBS, 2007년) - 사법고시 3차 면접관 역
- 《못된 사랑》 (KBS2, 2007년~2008년)
- 《하얀 거짓말》 (MBC, 2008년)
- 《온에어》 (SBS, 2008년) - 이 감독 역
- 《찬란한 유산》 (SBS, 2009년) - 강만호 역
- 《아가씨를 부탁해》 (KBS2, 2009년)
- 《두 아내》 (SBS, 2009년)
- 《히어로》 (MBC, 2009년 ~ 2010년) - 박상원 역
- 《거상 김만덕》 (KBS1, 2010년)
- 《검사 프린세스》 (SBS, 2010년) - 김기환 역
- 《동정부부 요안 루갈다》 (평화방송, 2010년) - 유항검 역
- 《내사랑 내곁에》 (SBS, 2011년)
- 《애정만만세》 (MBC, 2011년)
- 《인현왕후의 남자》 (tvN, 2012년) - 남구만 역
- 《신사의 품격》 (SBS, 2012년) - 강 회장 역
- 《유령》 (SBS, 2012년) - 경찰청장 역
- 《마의》 (MBC, 2012년)
- 《드라마의 제왕》 (SBS, 2012년~2013년) - SBC 방송국 이사 역
- 《보고싶다》 (MBC, 2012년) - 김 박사 역
- 《아이리스2》 (KBS2, 2013년)
- 《상어》 (KBS2, 2013년)
- 《엔젤 아이즈》 (SBS, 2014년) - 청장 역
- 《뻐꾸기 둥지》 (KBS1, 2014년)
- 《이혼변호사는 연애중》 (SBS, 2015년) - 술집 손님 역
- 《구여친클럽》 (tvN, 2015년)
- 《용팔이》 (SBS, 2015년) - 병원장 역
- 《내 딸, 금사월》 (MBC, 2015년) - 주오월 교통사고 담당 판사 역
- 《화려한 유혹》 (MBC, 2015년) - 이은석 역
- 《태양의 후예》 (KBS2, 2016년) - 심상일 병원과장 역
- 《그래, 그런거야》 (SBS, 2016년)
- 《몬스터》 (MBC, 2016년)
- 《캐리어를 끄는 여자》 (MBC, 2016년)
- 《피고인》 (SBS, 2017년) - 지검장 역
- 《추리의 여왕》 (KBS2, 2017년)
- 《밥상 차리는 남자》 (MBC, 2017년) - 홍영혜의 아버지 역
- 《으라차차 와이키키》 (JTBC, 2018년)
- 《화유기》 (tvN, 2018년)
- 《배드파파》 (MBC, 2018년)
- 《열두밤》 (채널A, 2018년) - 문혜란의 아버지 역
- 《빅이슈》 (SBS, 2019년)

## 수상
- 1991년 사랑의 연극잔치 분장상
- 2013년 대한민국 연극대상 남자 최우수 연기상
- 2013년 한국연극배우협회 선정 올해의 배우상